# Sotto un cielo cremisi
Sotto un cielo cremisi (Vanilla Ride) è un romanzo noir di Joe R. Lansdale del 2009.
È il settimo romanzo che ha come protagonisti Hap Collins e Leonard Pine.
Il titolo originale corrisponde al soprannome di uno dei personaggi. Quello italiano deriva dai pensieri di Hap Collins nel seguente brano:
(Joe R. Lansdale, Sotto un cielo cremisi, capitolo 22)

## Trama
(Discorso di Jim Bob a Hap, Leonard e Tonto, Joe R. Lansdale, Sotto un cielo cremisi, capitolo 27)
Hap e Leonard sono contattati da Marvin Hanson, già detective della polizia di LaBorde ed ora investigatore privato, perché riportino a casa la sua nipote diciottenne, Julia detta Gadget, che convive con un pericoloso spacciatore di droga nella cittadina di No Enterprise. I due amici si recano sul posto e compiono la loro missione, dopo aver neutralizzato con le cattive lo spacciatore, di nome Tanedrue, e la sua banda di scagnozzi. Leonard inoltre butta nel water del camper di Gadget, tirando lo sciacquone, le dosi di cocaina pronte per lo smercio. Riportano così Gadget alla sua famiglia, nonostante la giovane continui a vagheggiare l'amore di Tanedrue.
Hap riceve la visita di Budd Conners, un enorme poliziotto di colore che assieme al bianco Reggie è di stanza a No Enterprise, che lo minaccia spiegandogli che lui e Leonard hanno disturbato i loschi traffici della Dixie Mafia, che tiene i due poliziotti sul suo libro paga. Pochi giorni dopo Gadget fugge di casa per tornare da Tanedrue, che coi suoi uomini cerca di eliminare Hap e Leonard; tuttavia, dopo un inseguimento automobilistico con sparatoria in una zona residenziale gli spacciatori vengono uccisi e Hap e Leonard sono arrestati. 
Alla stazione di polizia viene fatta loro un'offerta da parte di alcuni agenti dell'FBI: le accuse a loro carico saranno lasciate cadere se accetteranno di compiere una missione per loro, che consisterà nel ritrovare il figlio diciannovenne di un boss della Dixie Mafia disposto a collaborare con la giustizia. Il giovane è fuggito con la sua ragazza di colore e trecentomila dollari frutto di traffico di droga e suo padre teme che sicari mandati dai suoi soci possano fargli la pelle. Hap e Leonard accettano; dopo la liberazione passano alcuni giorni di relax con la famiglia di Hanson dedicandosi alla pesca.
Per la loro impresa Hap e Leonard chiedono l'aiuto del loro amico Jim Bob, che porta con sé un killer professionista, un omone greco-americano soprannominato Tonto. Assieme a loro si recano in una casa tra i boschi dove il boss (di nome Hirem) sta nascosto guardato a vista da agenti dell'FBI. Hirem confida loro che probabilmente suo figlio Tim si è rifugiato in un capanno su un lago dove un tempo andavano a pescare.
I quattro si dirigono verso il lago indicato da Hirem fingendosi pescatori, ma notano un'automobile Ford di color marrone che li segue, e che si ferma alla stessa tavola calda dove hanno sostato per mangiare; ne scendono quattro uomini massicci dall'aria di killer, che li esortano velatamente a lasciare i fuggitivi alle loro cure. Giunti sulle sponde del lago, il gruppo si divide: Hap e Leonard attraverseranno il lago con una barca presa a noleggio, mentre Jim Bob e Tonto proseguiranno per il sentiero col camioncino del greco-americano.
Dopo aver fatto naufragio a causa dello scontro con una carcassa di alligatore, Hap e Leonard arrivano al capanno, trovandovi Tim e la sua ragazza Kate. Giungono però anche gli uomini della Ford marrone, e quindi Jim Bob e Tonto. Con una lotta forsennata, i quattro killer vengono eliminati. I due giovani accettano di seguire i loro salvatori, fermandosi a Shreveport in Louisiana prima di andare da Hirem. Qui, Tonto viene sedotto da un'affascinante donna che lo uccide, preleva il denaro trafugato da Tim e piazza nell'auto di Leonard una bomba che provoca la morte di Tim e Kate.
Hap si risveglia in una camera d'ospedale; il detective Drake della polizia di LaBorde lo informa che anche Hirem e gli agenti che lo sorvegliavano sono stati uccisi. Una volta dimesso, Hap decide con Leonard di andare alla ricerca della donna killer che voleva la loro pelle. I due tornano a No Enterprise e torchiano Conners e Reggie, apprendendo che l'assassina, che risponde al soprannome di Vanilla Ride, è contattabile tramite una casella postale di Sylvester, in Arkansas. Hap e Leonard si dirigono là e prendono in affitto una camera in un albergo con vista sull'ufficio postale; la stessa cosa è fatta da anche da altri tizi sospetti. Finalmente notano ritirare la posta un individuo con baffetti e lunghi capelli neri, che si rivela essere Vanilla Ride travestita. Hap e Leonard la inseguono in auto, imitati dagli altri che si mettono a sparare anche a loro. Dopo essersi rifugiati in casa della donna, stabiliscono con lei una tregua per eliminare i comuni nemici, cosa che ha successo. Vanilla Ride lascia ai suoi temporanei alleati il borsone coi soldi, che vengono per la maggior parte consegnati al boss della Dixie Mafia Cletus Jimson, in un incontro organizzato da Hanson, in cambio della cessazione totale delle ostilità.

## Edizioni
- Joe R. Lansdale, Sotto un cielo cremisi, traduzione di Luca Conti, Collezione Vintage, Roma, Fanucci, 2009,  p. 312, ISBN 978-88-347-1481-2.
- Joe R. Lansdale, Sotto un cielo cremisi, traduzione di Luca Conti, TIF Extra, Roma, Fanucci, 2011,  p. 287, ISBN 978-88-347-1822-3.
- Joe R. Lansdale, Sotto un cielo cremisi, traduzione di Luca Conti, Roma, One, 2011,  p. 287, ISBN 978-88-6877-117-1.
- Joe R. Lansdale, Sotto un cielo cremisi, traduzione di Andrea Mattacheo, Super ET, Torino, Einaudi, 2019,  p. 288, ISBN 978-88-06-24112-4.